# Haukjärvi
Haukjärvi är en sjö i Finland. Den ligger i kommunen Fredrikshamn i landskapet Kymmenedalen, i den södra delen av landet, 130 km öster om huvudstaden Helsingfors. Haukjärvi ligger 34 meter över havet. I omgivningarna runt Haukjärvi växer i huvudsak blandskog. Arean är 20,7 hektar och strandlinjen är 2,5 kilometer lång. Sjön  ingår i Vehkajokis huvudavrinningsområde. 